# Федивърс
„Федивърс“ (или „Федиверс“, „Федивселена“) е набор от сървъри на социални мрежи, които могат да комуникират помежду си, използвайки общ протокол. Потребителите на различни инстанции (контекстуален синоним на сървъри) могат да изпращат и получават актуализации на състоянието, мултимедийни файлове и други данни в мрежата. Англоезичният термин fediverse е производен от federation (англ. за федерация) и universe (англ. за вселена), оттам и българския „федивселена“.
По-голямата част от наличните платформи във „Федивърс“ са безплатни и с отворен код и са базирани на протокола ActivityPub. Въпреки това алтернативни протоколи като AT Protocol и Nostr са създали свои собствени мрежи, отделно от ActivityPub.

## Дизайн
Докато традиционната услуга за социални мрежи хоства цялото си съдържание на сървъри, управлявани от собственика на мрежата, децентрализираните сървъри, които съставляват „Федивърс“, позволяват на всеки да хоства свои собствени сървъри (наричани „инстанции“).
Всяка инстанция е независима и може да определя свои собствени правила и очаквания. Въпреки това, подобно на начина, по който потребителите на една услуга за електронна поща като Gmail могат да изпращат имейли до потребители на друга услуга като Outlook, потребителите все пак могат да виждат съдържание и да взаимодействат с потребители на други инстанции във „Федивърс“.
Инстанции на различни социални мрежи, също могат да комуникират помежду си. Потребител на платформата за микроблогинг „Мастодон“ например може да преглежда и взаимодейства с публикации, направени от потребители на услугата за споделяне на линкове „Леми“.

## Софтуер
- ActivityPub, стандарт на W3C, е най-широко използваният протокол във „Федивърс“. Някои популярни „Федивърс“ софтуери са:[7]
  - Микроблогинг
    - Mastodon, социална мрежа за микроблогинг, написана на Ruby[8]
    - Misskey, популярна японска социална мрежа, написана на TypeScript[9]
    - Pleroma, лек сървър за микроблогинг, написан на Elixir[10]
    - Snac, прост, минималистичен ActivityPub сървър, написан на преносим C[11]
    - Wafrn, алтернатива на Tumblr, написана на TypeScript[12]

  - Социални новини
    - Lemmy, алтернатива на Reddit, написана на Rust
    - kbin, написан на PHP

  - Макроблогинг
    - Friendica, алтернатива на Facebook, написана на PHP

  - Система за управление на съдържанието
    - WordPress (чрез официален плъгин[13])
    - Drupal (чрез плъгин на трета страна[14])
    - Hubzilla

  - PeerTube, услуга за стрийминг на видео, подобна на YouTube
  - Pixelfed, алтернатива на Instagram
  - Matrix (чрез софтуерен адаптер – мост[15])
  - Bookwyrm, алтернатива на Goodreads
- Farcaster[16]
- diaspora*